# LOVE Park

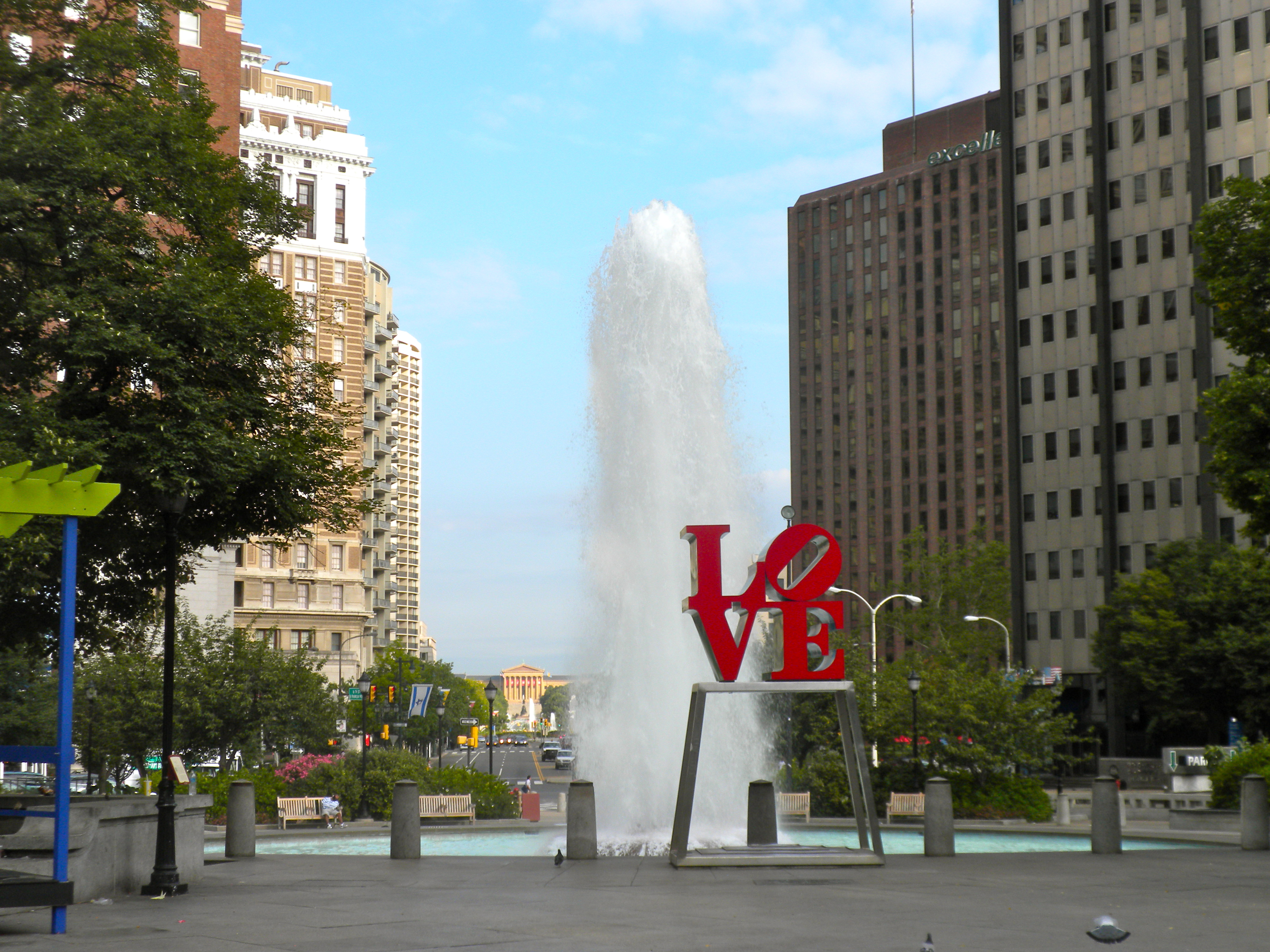
LOVE Park con il Philadelphia Museum of Art lontano sullo sfondo

LOVE Park (ufficialmente JFK Plaza) è una piazza situata nel centro della città di Filadelfia, negli Stati Uniti. Il parco è soprannominato Love Park da una scultura di Robert Indiana posta al centro della piazza.

## Storia
Il Love Park, costruito nel 1965, è stato progettato da Edmund Bacon e Vincent G. Kling. 
Il parco, che copre un garage sotterraneo, si trova di fronte Municipio di Filadelfia ed è stato ideato come un capolinea per il viale Benjamin Franklin. Le caratteristiche principali della piazza sono gradini di granito dalla forma a curva e una fontana a beccuccio che è stata aggiunta nel 1969. 
Nel 1967 il parco è stato dedicato alla memoria del presidente John F. Kennedy.
La scultura Love creata da Robert Indiana è stata invece collocata nel 1976 per celebrare il bicentenario della nascita degli Stati Uniti.
Ogni anno nel parco viene rappresentato il cd. Villaggio di Natale, ispirato ai mercatini natalizi della Germania.
In particolari date l'acqua della fontana viene tinta con colori a tema per celebrare ricorrenze oppure eventi.